# Pont Petőfi
Le pont Petőfi (en hongrois, Petőfi híd /ˈpetøːfi ˈhiːd/) est un pont qui franchit le Danube, situé à Budapest, capitale de la Hongrie. 

## Situation
Il franchit le Danube à hauteur de l'Université polytechnique et économique et relie le 5e, du côté Pest, au 11e arrondissement, côté Buda. 

## Dénomination
Appelé pont Miklós Horthy entre 1937 et 1945, il doit son nom actuel au poète national Sándor Petőfi.